# Мариді
Мариді (англ. Maridi) - місто на півдні Південного Судану, на території штату Західна Екваторія.

## Географія
Місто знаходиться в південно-східній частині штату, поблизу кордону з Демократичною Республікою Конго, на відстані приблизно 230 кілометрів на захід від столиці країни Джуби. Абсолютна висота - 698 метрів над рівнем моря .

### Клімат
Місто знаходиться у зоні, котра характеризується кліматом тропічних саван. Найтепліший місяць — березень із середньою температурою 27.5 °C (81.5 °F). Найхолодніший місяць — липень, із середньою температурою 24 °С (75.2 °F).
| Клімат Мариді           | Клімат Мариді | Клімат Мариді | Клімат Мариді | Клімат Мариді | Клімат Мариді | Клімат Мариді | Клімат Мариді | Клімат Мариді | Клімат Мариді | Клімат Мариді | Клімат Мариді | Клімат Мариді | Клімат Мариді |
| Показник                | Січ.          | Лют.          | Бер.          | Квіт.         | Трав.         | Черв.         | Лип.          | Серп.         | Вер.          | Жовт.         | Лист.         | Груд.         | Рік           |
| Середня температура, °C | 25,8          | 27            | 27,5          | 26,7          | 25,7          | 24,8          | 24            | 24            | 24,6          | 25,1          | 25,3          | 25,2          | 25,5          |
| Норма опадів, мм        | 8.9           | 20.7          | 78.1          | 137.7         | 179           | 188.9         | 197.9         | 196.5         | 181           | 169.4         | 49.7          | 8.2           | 1416          |
| Днів з опадами          | 2,6           | 3,6           | 7,4           | 11,1          | 13,9          | 11,5          | 13,3          | 13,9          | 13,7          | 12            | 7             | 3,2           | 113,2         |
| Вологість повітря, %    | 46.2          | 43.1          | 51.2          | 62.1          | 71.4          | 75.2          | 78.6          | 78.5          | 75.6          | 72.9          | 65            | 52.8          | 64.4          |
| ----------------------- | ------------- | ------------- | ------------- | ------------- | ------------- | ------------- | ------------- | ------------- | ------------- | ------------- | ------------- | ------------- | ------------- |
| Джерело: Weatherbase    |               |               |               |               |               |               |               |               |               |               |               |               |               |

## Населення
За даними офіційного перепису 2008 року чисельність населення становила 55 602 осіб .
Динаміка чисельності населення міста за роками:
| 2008   | 2013   |
| ------ | ------ |
| 55 602 | 65 072 |

## Транспорт
На західній околиці міста розташований однойменний аеропорт.